# 부사이나 샤반

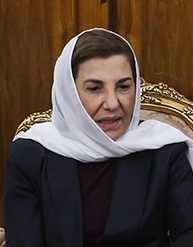

부사이나 샤반 (Bouthaina Shaaban, بثينة شعبان, 1953년 ~)은 시리아의 정치인으로, 현재 시리아 대통령 바샤르 알아사드의 정치·미디어 고문이다. 2003년부터 2008년까지 시리아 아랍 공화국의 초대 이민청 장관 (Minister of Expatriates) 을 지냈으며, 외부 세계에 "시리아 정권의 얼굴"로 묘사되었다.